# Verkürzter Dominantseptakkord

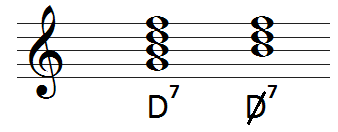
Dominantseptakkord (über dem Grundton G) und dessen verkürzte Form

Als verkürzter Dominantseptakkord wird ein Dominantseptakkord bezeichnet, dessen Grundton nicht erscheint. Es erklingt also nur ein verminderter Dreiklang. Er steht als leitereigener Dreiklang auf der 7. Stufe der Dur-Tonleiter und ist der einzige verminderte Dreiklang dieser Tonleiter. 
Die dominantische Deutung dieses Klanges beruht auf der Leitton-Wirkung seiner Terz- und seiner Septimstufe. Er wird dementsprechend in der Funktionstheorie als Ersatz für den Dominantseptakkord beschrieben. 
Dieser Akkord wurde in seiner 1. Umkehrung (Sextakkord) schon lange als konsonanter Klang benutzt, ehe er im Spätbarock mit Aufkommen des Dominantseptakkords als dessen Vertreter und damit als dissonant empfunden wurde.

(Nach gleichem Prinzip lässt sich auch der Dominantseptnonakkord verkürzen.)

## Aufbau
Der Akkord steht leitereigen auf der 7. Stufe der Dur-Tonleiter, seine Töne entsprechen damit den oberen drei Tönen des Dominantseptakkords. Dies, der demzufolge teilweise gleiche Intervallaufbau und die resultierende Leittonspannung lassen ihn als häufigen Dominant-Vertreter erscheinen.

## Akkordchiffre
Als Dominantseptakkord mit fehlendem Grundton wird er mit quer durchgestrichenem D dargestellt; in Anpassung an gängige Schriftsätze auch als Đ7. Als vereinfachte Schreibweise verwendet man häufig Dv.

Gezählt werden die Töne vom nicht erklingenden Grundton aus; er besteht also aus Terz, Quint und Sept (3,5,7), die 1 fehlt.

## Stimmführung
Regelgerechte Auflösung der Sept ↓ (mit dem 
Tritonus f'h' (Frequenzverhältnis 45/32),
dem Tonika-Akkord fehlt die Quint).
Auflösung der Sept ↑ in einen vollständigen
Tonika-Akkord.
Der Akkord tritt fast ausschließlich in der 1. Umkehrung, also auf der 5 stehend, als Đ57 auf. Verdoppelt wird meist ebenfalls die 5.

Bei der Auflösung ergeben sich Unterschiede zum vollständigen Dominantseptakkord: Durch das Fehlen einer tatsächlichen Sept-Spannung muss die Sept des Đ7 nicht zwingend abwärts in die Tonika-Terz geführt werden, sondern kann sich ebenso in die Tonika-Quint auflösen. Aus diesem Grund ist es auch möglich, die Sept zu verdoppeln – beide Töne müssen dann nicht in gleiche Richtung geführt werden (wobei sich zwangsläufig verbotene Parallelen ergäben).